# Nikolaus Harnoncourt
Nikolaus Harnoncourt, Johann Nicolaus Graf de la Fontaine und d’Harnoncourt-Unverzagt, född 6 december 1929 i Berlin i Tyskland, död 5 mars 2016 i Sankt Georgen im Attergau i Österrike, var en tysk-österrikisk dirigent och cellist som växte upp i Graz i Steiermark.

## Musikalisk karriär
Harnoncourt fick sin musikaliska utbildning i Wien och var anställd som cellist vid Wiener Symphoniker 1952–69. Samtidigt bildade han tillsammans med sin hustru, den framstående violinisten Alice Hoffelner, ensemblen Concentus Musicus Wien vars inriktning var att framföra musik från medeltiden, renässansen och barocken så tidskorrekt som möjligt med användande av originalinstrument. Han har forskat grundligt i ämnet och anses av många vara den dirigent som åstadkommit de historiskt mest korrekta framförandena av musik från de tidigare epokerna, men sådant går inte att fastställa. Säkert är dock att Harnoncourt var en pionjär och en av förgrundsgestalterna i tidig musik-rörelsen på 1950- och 60-talen.

Under åren 1972–92 undervisade Harnoncourt i dirigering och kunskap om historiska instrument vid Mozarteum i Salzburg.

## Priser och utmärkelser
- 1983 – Ledamot nr 384 av Kungliga Musikaliska Akademien
- 1993 – Léonie Sonnings musikpris, Danmark
- 1994 – Polarpriset Sverige
- 2005 – Kyotopriset, Japan
- 2007 – Leipzigs Bach-medalj, Tyskland
- 2008 – Hedersdoktor vid Mozarteum, Salzburg